# حسین‌علی میرزا فرمانفرما

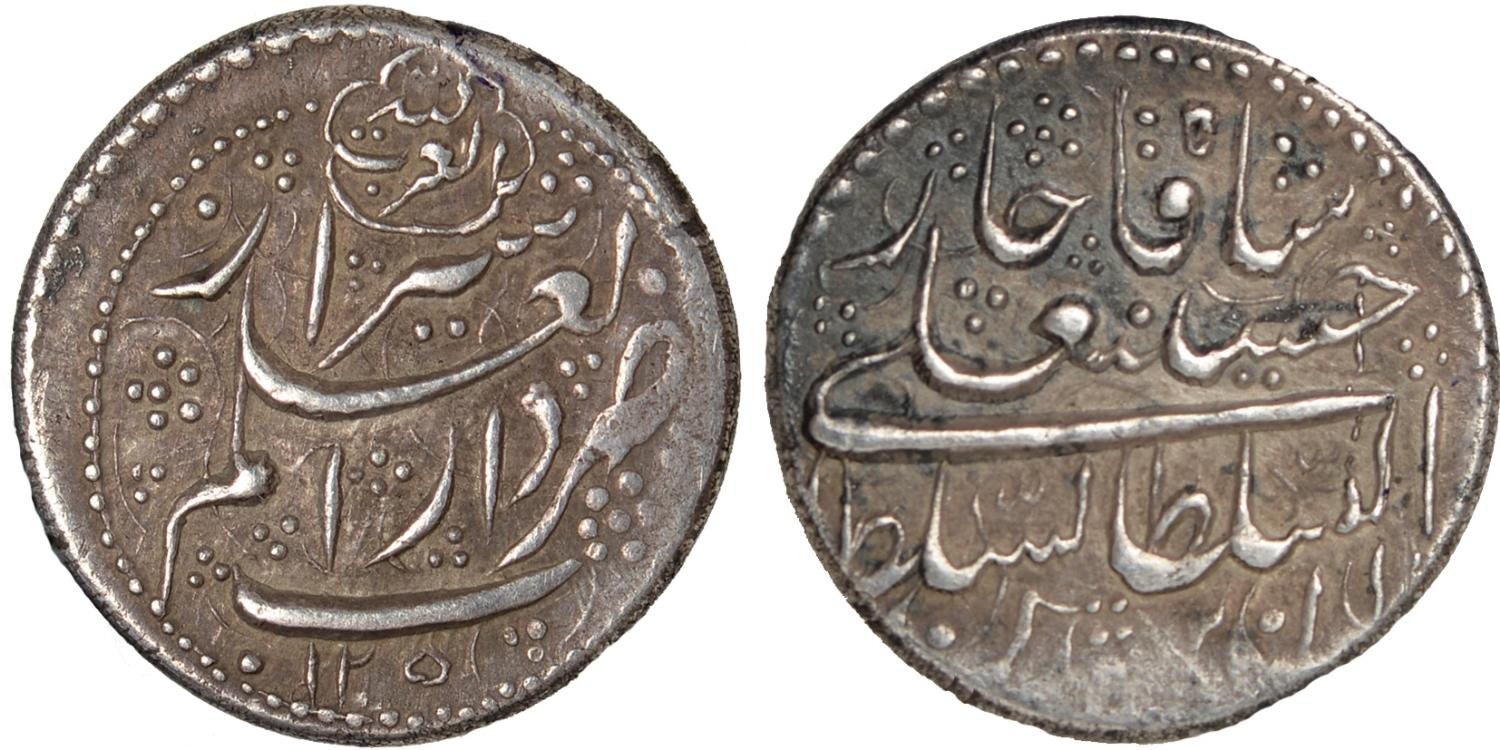
سکه نیم قرانی (۵۰۰ دیناری) حسینعلی‌شاه؛ ضرب شیراز ۱۲۵۱ قمری

حسین‌علی میرزا (۱۲ ذی‌الحجهٔ ۱۲۰۳ – ۲۶ ربیع‌الأول ۱۲۵۱ ه‍.ق) ملقب به فرمانفرما و مشهور به حسین‌علی میرزا فرمانفرما، از شاهزادگان قاجار و فرزند فتحعلی‌شاه و بدرجهان خانم بود که در فاصلهٔ سال‌های ۱۲۱۴ تا ۱۲۵۰ ه‍.ق حکومت ایالت فارس را برعهده داشت و از مدعیان تاج و تخت پس از فوت پدرش به‌شمار می‌رفت.
ولی‌عهد فتحعلی‌شاه قاجار در ابتدا عباس میرزا بود. او در دوران ولایت‌عهدی در یکی از عهدنامه‌هایی که با روسیه به امضا رساند، مسئله موروثی شدن سلطنت در میان فرزندانش را به‌عنوان یکی از بندهای عهدنامه گنجاند. از آنجا که او یک سال پیش از مرگ فتحعلی‌شاه (مهرماه ۱۲۱۳ خورشیدی) درگذشته بود، فتحعلی‌شاه برای اجرای مفاد عهدنامه، برخلاف مرسوم، محمد میرزا فرزند عباس میرزا یعنی نوه خودش را به ولایت‌عهدی منصوب کرد و وی را به والی‌گری آذربایجان فرستاد. با مرگ فتحعلی‌شاه، بزرگ‌ترین پسر باقی‌مانده‌اش، حسین‌علی میرزا فرمان‌فرما که والی فارس بود و به لحاظ مرمت حرم احمد بن موسی محبوبیتی نیز کسب کرده بود داعیه پادشاهی نمود. محمدشاه برادر کوچک‌ترش فیروز میرزا را به مقابله با قوای عمویش فرستاد که در این نبرد قوای حسین‌علی میرزا فرمانفرما شکست خورد.

## زندگی

### تبار
احتمالاً قاجارها مغول، ترکمان و سلجوقی نبوده‌اند بلکه از ترکان غربی و خویشاوند نزدیک خزرها و قبچاق‌ها و بلغارها و پچنگ‌ها بوده‌اند و در حدود سدهٔ هشتم میلادی با سایر طوایف ترک قفقاز جنوبی از آن سرزمین هجرت کرده‌اند. اینان نخست در حدود سدهٔ هشتم با سایر طوایف ترک قفقاز جنوبی از آن سرزمین هجرت کرده‌اند و سپس ۲۰۰ سال بعد از حمله مغول به ایران مجدداً به ایران برگشته‌اند. صفویه آنها را از آذربایجان به مازندران و گرگان و مرکز ایران برده‌اند و با افشارها و بیات‌ها و بایندرها بسیار نزدیک بوده و حتی شریک سرنوشت و شاید همسفر ایشان بوده‌اند. ایل قاجار یکی از هفت ایل اصلی ترکمان قزلباش بود که در زمان صفویه از آناتولی و شام به ایران مهاجرت کرده و شاه اسماعیل به یاری توان نظامی آن‌ها، سلسلهٔ صفویه را بنیان نهاد. شاه عباس یکم این ایل را به سه قسمت تقسیم کرد. گروهی را به نواحی مرو و شمال خراسان فرستاد، تا در برابر حمله ازبکان و ترکمانان سدی باشد. گروه دیگر را در حدود قره باغ و شمال رود ارس، در مقابل طوایف لزگی گذاشت، و دسته سوم را در گرگان (استرآباد) مسکن داد. ایل قاجار در استرآباد به دو شاخه تقسیم شدند: شاخهً بالای رود گرگان به یوخاری‌باش (بالادستی) و شاخه پایین رود گرگان به آشاغی باش (پایین دستی) معروف شدند و حکومت قاجاریه از شاخۀ آشاغی باش تشکیل یافت.

### تولد و کودکی
حسین‌علی‌میرزا فرمانفرما، پسر پنجم فتحعلی‌شاه، در ۱۲ ذی‌الحجهٔ ۱۲۰۳ ه‍.ق/۳ سپتامبر ۱۷۸۹ م، مصادف با عید قربان در قصبۀ نوا، از توابع لاریجان در استان مازندران پای به گیتی نهاد. مادرش  بدر جهان خانم عرب عامری بسطانی دختر محمدجعفر خان عرب عامری بسطامی بود که به فرمان آقامحمدخان قاجار به ازدواج فتحعلی‌شاه درآمده و نخستین همسر عقدی او بود. مادر بدر جهان خانم دختر امیر اسماعیل خان خزیمه، امیر قائنات و جد بزرگ خاندان خزیمه علم است. بر این اساس، حسین‌علی‌میرزا فرمانفرما از طریق مادربزرگ مادری خود، با خاندان خزیمه علم خویشاوندی می‌یافت.
میرزا فضل‌الله خاوری شیرازی، مورخ و شاعر دورۀ قاجار و مؤلف کتاب تاریخ ذوالقرنین، که از معاصران حسین‌علی‌میرزا فرمانفرما است، دربارۀ تولد او و ویژگی‌های جسمی حسین‌علی‌میرزا فرمانفرما در زمان خردسالی چنین می‌نگارد: 
«معزی الیه نیز درسنه یکهزار و دویست و سه در قصبه نوا از بطن صبیّه مرضیُه محمدجعفر خان عامری حاکم بسطام که بر افق سپهر اخضر برآید، به عالم شهود جلوه گر شد. چهری داشت که مهر منیر از تابش در تاب و ماه عالمگیر از التهابش در اضطراب بود. دایه روزگار از شیر لطافتش پرورش داده، مادر عهد در مهد طراوتش به استراحت نهاد. بیشابیه اغراق، مردم دیده در اول نظر بر جمال فرشته مثالش چون نجوم ثابته بر چرخ حیران شدی و از کثرت حیرانی چون گل میخ بر باب حربا در آفتاب و جوان در خواب بر جای خود خشک آمدی.»

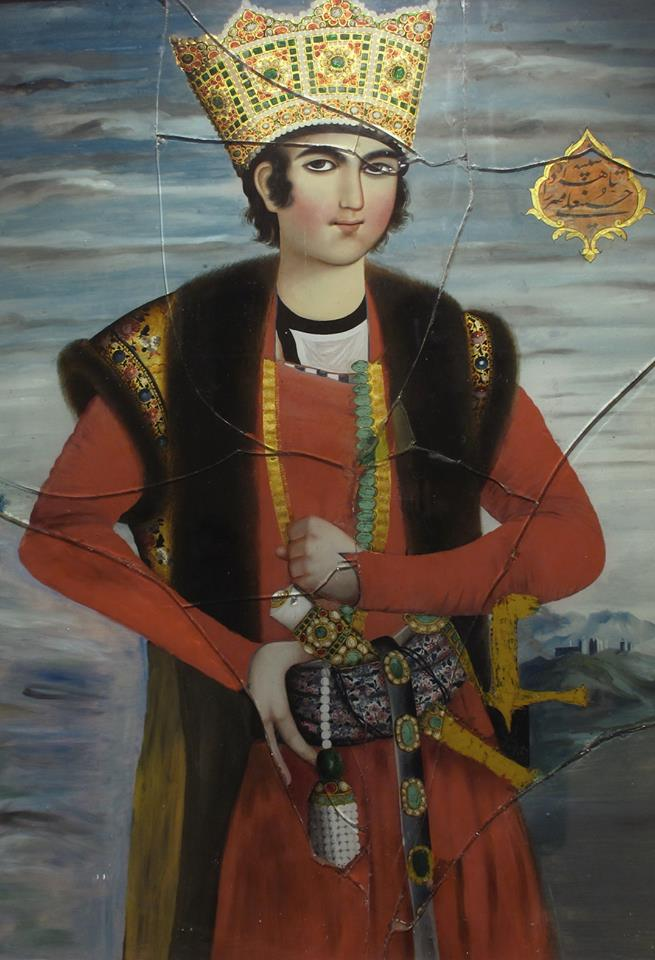
حسین‌علی میرزا فرمانفرما،پسر فتحعلی‌شاه قاجار. نقاشی پشت شیشه، منسوب به مهرعلی.

### انتصاب به حکومت فارس و مناطق جنوبی
فتحعلی‌شاه در سال ۱۲۱۴ ه‍.ق، حسینعلی‌میرزا را که تنها یازده سال داشت با لقب فرمانفرما، به حکومت ایالت فارس و مناطق جنوبی ایران منصوب کرد. ایالت فارس تحت فرمان حسینعلی‌میرزا فرمانفرما، تنها به محدوده‌ی استان فارس محدود نبود و مناطق گسترده‌ای همچون  فارس، بنادر و جزایر خلیج‌فارس یعنی استان هرمزگان و استان بوشهر،  چهارمحال و بختیاری،  کهگیلویه و بویراحمد،  رامهرمز،  بهبهان،  فلاحیه و نواحی گسترده دیگری از جنوب استان خوزستان و سواحل مکران را شامل می‌شد. همچنین حکمران ایالت فارس، به صورت سنتی بر عمان و بحرین نیز مسلط بود و شیوخ بحرین و امامان مسقط، تابعان حسینعلی‌میرزا فرمانفرما به حساب می‌آمدند. فتحعلی‌شاه همچنین چراغعلی‌خان نوایی قوریسال‌باشی را به عنوان وزیر و پیشکار حسینعلی‌میرزا فرمانفرما منصوب نمود و میرزا نصرالله‌خان نوری و محمّدزکی‌خان نوری، برادران اسدالله‌خان نوری، وشکرالله‌خان نوری، پسر اسدالله‌خان نوری، را نیز مأموریت داد تا همراه وی به سرکردگی هشتصد سوار نوری به فارس بروند و درخدمت حسینعلی‌میرزا فرمانفرما باشند.  میرزا حسن حسینی فسائی در کتاب فارسنامه ناصری در شرح این اعزام و با اشاره به مرگ نصرالله‌خان نوری در سال بعد می‌نویسد: 
«امیرالامراء نصرالله‌خان و محمدزکی‌خان پسران آقاباباخان و امیرالامراء حاجی شکرالله‌خان ولدالصدق میرزا اسدالله‌خان از دارالخلافه تهران وارد شیراز شدند و درگذار «موردستان» که متصل به ارگ دیوانی است منزل نمودند» و ادامه می‌دهد: «و در سال ۱۲۱۵ قمری نصرالله خان که به منصب سرداری جماعت نوری برقرار بود به رحمت ایزدی پیوست و منصب امارت او را به شکرالله‌خان نوری که جوانی دوازده ساله بود، واگذاشتند و مقرب‌الخاقان محمدزکی‌خان نوری را به نیابت او برقرار داشتند و محمدزکی‌خان از حسن کفایت و تدبیر کارش بالا گرفت تا در سال ۱۲۳۸ به منصب وزارت مملکت فارس رسید و در سال ۱۲۴۱ قمری به دامادی فتحعلی‌شاه قاجار قرین افتخار گردید.»

### تثبیت قدرت در ایالت فارس
در سال‌های نخست سلطنت فتحعلی‌شاه، قدرت حقیقی ایالت فارس در اختیار  حاجی ابراهیم خان کلانتر و خاندان او و هواداران ایشان قرارداشت و در سال‌های ۱۲۱۴-۱۲۱۵ه‍.ق، که مصادف با یکسال نخست حکومت حسین‌علی‌میرزا فرمانفرما در فارس و مناطق جنوبی بود، قدرت واقعی فارس در دستان میرزامحمّدخان بیگلربیگی، پسر بزرگ  حاجی ابراهیم خان کلانتر قرارداشت. با صدور دستور قتل  حاجی ابراهیم خان کلانتر و اطرافیانش از سوی فتحعلی‌شاه در سال ۱۲۱۵ه‍.ق، میرزامحمّدخان بیگلربیگی به دست تفنگچیان نوری همراه حسین‌علی‌میرزا فرمانفرما به قتل رسید تا قدرت او به عنوان حاکم ایالت پهناور فارس و جنوب، تثبیت گردد. علی‌رغم این موضوع اما حسین‌علی‌میرزا فرمانفرما تا سال ۱۲۲۱ه‍.ق، کماکان نفر دوم ایالت فارس و مناطق جنوبی باقی ماند، چراکه چراغعلی خان نوایی قوریسال‌باشی که وزیر و پیشکار منصوب فتحعلی‌شاه در دربار حسین‌علی‌میرزا فرمانفرما بود، اجازه‌ی مداخله در امور حکومتی را به او نمی‌داد. جدیّت و دقّت چراغعلی خان نوایی قوریسال‌باشی در این مقام و عزل شماری از حکّام ولایات و همچنین سخت‌گیری‌های او بر خوانین سرکش محلّی، سرانجام موجی از نارضایتی‌ها را برانگیخت و زمینه‌ساز عزل او، و انتصاب نصرالله‌خان قراگوزلو به وزارت و پیشکاری فارس گردید که مقارن با سفر هارفورد جونز بریجز به شیراز هم عهده‌دار سمت وزارت و پیشکاری حسین‌علی‌میرزا فرمانفرما بوده و هارفورد جونز بریجز از او و پسرش عبدالله‌خان صارم‌الدوله قراگزلو به عنوان معتمدین حسین‌علی‌میرزا فرمانفرما نام برده است. انتصاب نصرالله‌خان قراگوزلو به وزارت و پیشکاری فارس، سرآغاز استقلال عمل حسین‌علی‌میرزا فرمانفرما بود.

### احضار به اصفهان
با درگذشت  عباس میرزا نایب‌السلطنه در ۱۰ جمادی‌الثانی ۱۲۴۹ ه‍.ق، اختلافات میان شاهزادگان قاجاری که خود را لایق جانشینی فتحعلی‌شاه می‌دانستند، شدّت گرفت. به همین دلیل، فتحعلی‌شاه در ۱۶ جمادی‌الأول ۱۲۵۰ ه‍.ق برای سرکوب شورش چند تن از خوانین  بختیاری و رسیدگی به پانصد هزار تومان مالیات معوقه‌ی چند ساله‌ی ایالت فارس، به سمت جنوب کشور حرکت کرد فتحعلی‌شاه با احضار پیکی به شیراز، از فرزند خود خواست که مالیات معوقه را برای تحویل با خود به اصفهان بیاورد. حسین‌علی‌میرزا فرمانفرما که احتمال می‌داد در این سفر حبس و عزل شود، پسر ارشد خود رضاقلی‌میرزا نایب‌الایاله را با سپاهی مأمور به بوشهر کرد تا در صورت رخ دادن آن حادثه، بتواند با سربازان خود به شیراز آمده، حاکم جدید و منصوب شده از سوی فتحعلی‌شاه را اخراج کرده و مجدداً کنترل ایالت فارس را به‌دست بگیرد. حسین‌علی میرزا فرمانفرما، در ۱۰ جمادی‌الثانی ۱۲۵۰ ه‍.ق، در  باغ سعادت‌آباد اصفهان، به همراه فرزندانش تیمورمیرزا حسام‌الدوله و  شاهرخ‌میرزا به خدمت پدر رسید و دلایل عقب افتادن مالیات ایالت تحت فرمانش را شوریدگی خاک، ملخ‌زدگی محصولات، وقوع زلزله و ناامنی طُرُق و شوارع عنوان نمود. فتحعلی‌شاه دستور داد تا محمدتقی میرزا حسام‌السلطنه با هدف دریافت مالیات فارس به همراه حسین‌علی میرزا فرمانفرما عازم شهر شیراز شود و عبدالله خان امین‌الدوله و  میرزا ابوالحسن خان ایلچی را نیز در رأس سپاهی چند هزار نفره به فارس اعزام نمود تا ضمن نظارت بر تفریغ مالیات ایالت تحت فرمان حسین‌علی میرزا فرمانفرما، ولی‌خان ممسنی را هم که به راهزنی مشغول بود، تنبیه نمایند. دو روز پس از حرکت حسین‌علی میرزا فرمانفرما و محمدتقی میرزا حسام‌السلطنه به سمت شیراز، فتحعلی‌شاه در ۱۹ جمادی‌الثانی ۱۲۵۰ ه‍.ق، درگذشت.

## ویژگی‌های شخصیتی

### فرهنگ پروری
حسین‌علی‌میرزا فرمانفرما را شاهزاده‌ای علاقه‌مند به شعر و ادبیات دانسته‌اند و به تقلید از شیوۀ آقامحمدخان قاجار و فتحعلی‌شاه در توجه به اهل ادب، او نیز در شیراز اُدبای بسیاری را گردآورده بود و اسامی برخی از ایشان براساس مندرجات کتب و جُنگ‌ها عبارت است از ذوقی بسطامی، سالک یزدی، سلطان نوایی، شاهد فارسی، منعم شیرازی؛ و انجمن‌های بسیاری نیز در زمان حکومتش بر فارس در شهر شیراز دایر شده‌اند همچون انجمن عالی به دست میرزا محمّدحسین کردستانی متخلص به عالی، انجمن بسمل به دست حاجی علی‌اکبر نوّاب شیرازی متخلص به بسمل شیرازی و انجمن سخنوران وصال به دست محمدشفیع شیرازی متخلص و مشهور به وصال شیرازی.

### شعر و شاعری
منابع تاریخی دورۀ قاجار همچون اکسیر التواریخ، تذکرۀ انجمن خاقان، و جُنگ اشعار متأخرین، اشعار حسین‌علی‌میرزا فرمانفرما را منحصر به یک  مفرد دانسته‌اند و تنها در تذکرۀ دلگشا ابیات متعددی از او نقل شده است؛ اما علیرضا خزایی که گردآوردندۀ ابیات حسین‌علی‌میرزا فرمانفرما در یک مقاله است، شمار اشعار و ابیات شناخته شدۀ حسین‌علی‌میرزا فرمانفرما را شامل ۹  مفرد، یک رباعی و یک دوبیتی می‌داند که مشهورترین موارد از میان آن‌ها عبارت‌اند از:
| عبد گُنه‌کار سزاوار چیست؟ |  | لایق آتش زدن و سوختن |

| در بر اهل نظر روی تو را نیست نظیر |  | فردی از دفتر خوبیست، ولی منتخب است |

همچنین تنها رباعی سروده شده توسط حسین‌علی‌میرزا فرمانفرما در مدح  علی ابن ابی‌طالب، امام نخست شیعیان است که از دیگر اشعار مشهور او به حساب آمده و در برخی منابع نقل شده است:
| ای شیر خدا، تو آگهی از دل ما |  | کز روز ازل هم تو سرشتی گل ما  |
| با مهر خود آمیخته‌ای آب و گِلم |  | مهر تو کجا برون رود از دل ما؟ |

### تقلید از دربارهای ایران باستان
تقلیدهای حسین‌علی‌میرزا فرمانفرما از دربارهای شاهان ایرانی تنها محدود به تقلید او از دربارهای ادب‎پرور سلاطین و امیران گذشته و گردآوردن اهل ادب و علم به تقلید آقامحمدخان قاجار و فتحعلی‌شاه نبود، بلکه دربار او حتی در آداب درباری نیز تقلیدی بود از دربارهای ایران باستان و شکوه و جلال شاهانه‌ی دربارش با دربار فتحعلی‌شاه نیز برابری می‌کرد. فرستادگانی مانند جیمز موریه، هارفورد جونز بریجز و کُنت فلیکس ادوارد دو سرسی که از دربار حسین‌علی‌میرزا فرمانفرما دیدن کرده‌اند نیز آن را یادآور عظمت و بزرگی دربارهای ایران باستان و حتی در آداب و تشریفات نیز متأثر از آن‌ها دانسته‌اند.

## فرزندان
اسامی فرزندان حسینعلی میرزا فرمانفرما به قرار ذیل می‌باشد:
| ردیف | نام                    | تولد/وفات                         | نام مادر                                                                           | تصویر | توضیحات |
| ---- | ---------------------- | --------------------------------- | ---------------------------------------------------------------------------------- | ----- | --- |
| ۱    | رضاقلی میرزا           | ۱۲۲۰ هجری قمری – ۱۲۷۹ ه‍.ق کرمانشاه | مادرش دختر «محمدقلی خان افشار»، بیگلربیگ ولایت ارومی آذربایجان بود.                |       | ملقب به نایب الایاله - مؤلف کتاب سفرنامه رضاقلی میرزا |
| ۲    | امام‌قلی میرزا          | ۱۲۲۱–۱۲۷۰ هجری قمری               | مادرش خواهر «یوسف خان تلیکه سری مازندرانی» بود.                                    |       | |
| ۳    | نجف‌قلی میرزا والی      | ۱۲۲۲ هجری قمری – ۱۲۷۲ هجری قمری   | مادرش یکی از شاهدخت‌های گرجی است.                                                   |       | ملقب و متخلص به والی |
| ۴    | نصرالله میرزا          |                                   | مادرش خواهر «یوسف خان تلیکه سری مازندرانی» بود.                                    |       | حاکم شولستان ممسنی |
| ۵    | تیمور میرزا حسام‌الدوله |                                   | مادرش دختر «محمدقلی خان افشار»، بیگلربیگ ولایت ارومی آذربایجان بود.                |       | با نوشابه خانم دختر شجاع‌السلطنه ازدواج کرد. کتابی به نام بازنامه ناصری تالیف کرده است. صاحب چند فرزند بود، از جمله مغرور میرزا موثق‌الدوله                                                  |
| ۶    | شاهرخ میرزا            |                                   | مادرش یکی از شاهدخت‌های گرجی است.                                                   |       | مدتی حاکم کاشان بود. با بیگم خانم دختر محمدقاسم خان ظهیرالدوله ازدواج کرد. صاحب پسری به نام جلال‌الدین میرزا شد که نوادگان او نام خانوادگی «جلالی قاجار» را انتخاب کردند.                   |
| ۷    | جهانگیر میرزا          |                                   |                                                                                    |       | حاکم داراب. |
| ۸    | اکبر میرزا             |                                   | مادرش یکی از شاهدخت‌های گرجی است.                                                   |       | در جوانی فوت شد. |
| ۹    | کی‌خسرو میرزا سپهسالار  | ؟ / ۱۲۷۰ هجری قمری                | مادرش دختر «امیرگونه خان کرد زعفرانلو»، ایلخان مملکت خراسان و حاکم مرز خبوشان بود. |       | داماد شجاع‌السلطنه. . از دختر شجاع‌السلطنه صاحب پسری بود به نام جمال‌الدین میرزا که در شیراز به شازده جمالی شهرت داشت و اکنوت نیز گذر شازده جمالی به نام او در بافت تاریخی این شهر موجود است. |
| ۱۰   | اسکندر میرزا           |                                   | مادرش دختر «محمدقلی خان افشار»، بیگلربیگ ولایت ارومی آذربایجان بود.                |       | |
| ۱۱   | نادر میرزا             | ۱۲۳۲ هجری قمری /؟                 | مادرش خواهر «یوسف خان تلیکه سری مازندرانی» بود.                                    |       | |
| ۱۲   | محمدکاظم میرزا         |                                   | مادرش از اهالی شیراز بود.                                                          |       | |
| ۱۳   | محمد میرزا             |                                   | مادرش دختر «محمدقلی خان افشار»، بیگلربیگ ولایت ارومی آذربایجان بود.                |       | |
| ۱۴   | کامران میرزا           |                                   |                                                                                    |       | |
| ۱۵   | سلطان ابراهیم میرزا    |                                   | از نوادگان ایمانعلی سلطان ایل بیگی شاهسون بغدادی                                   |       | |
| ۱۶   | داراب میرزا            |                                   |                                                                                    |       | |
| ۱۷   | منوچهر میرزا           |                                   |                                                                                    |       | |
| ۱۸   | ایرج میرزا             |                                   |                                                                                    |       | |
| ۱۹   | طهماسب میرزا           | ؟ / ۱۲۷۰ هجری قمری                |                                                                                    |       | صاحب منصب توپخانه شیراز |
| ۲۰   | دختر                   |                                   |                                                                                    |       | همسر سعید بن سلطان بن احمد، امام مسقط و فرمانروای زنگبار |
| ۲۱   | دختر                   |                                   |                                                                                    |       | همسر محمدعلی خان قشقایی |
| ۲۲   | دختر                   |                                   |                                                                                    |       | همسر میرزا ابوالحسن فسائی |
| ۲۳   | قمرالسلطنه             |                                   |                                                                                    |       | همسر شکرالله خان نوری |
| ۲۴   | دختر                   |                                   |                                                                                    |       | همسر ابوالحسن خان مشیرالملک |
| ۲۵   | فاطمه خانم             |                                   |                                                                                    |       | ابتدا همسر بهرام میرزا معزالدوله و سپس همسر شیرعلی خان دنبلی نواده احمدخان دنبلی |

## فرمانفرما در شعر شاعران

### قاآنی شیرازی
میرزا حبیب‌الله متخلص به قاآنی و مشهور به قاآنی شیرازی از شاعران و قصیده‌سرایان بزرگ دربار قاجار و شاعرانی است که حسین‌علی میرزا فرمانفرما را مدح کرده است. او در قصیده‌ای مفصل دربارۀ حسین‌علی میرزا فرمانفرما و برادر تنی‍اش حسنعلی میرزا شجاع السلطنه چنین آورده است:
| دو خورشد جهانگیرند از یک آسان نابان       |  | یکی در ملک فرمانده یکی بر چرخ فرمان‌ران     |
| یکی سلطان‌حسین آنکو ز قهرش بفسرد دریا      |  | یکی دیگر حسن شه کز بلارک بشکرد ثعبان       |
| مر آن کاموس پهلو را بدرّد روز کین پهلو     |  | مر این‌یک پور دستان را ببندد در وغا دستان   |
| ز عدل آن نظر کن غرم را با شیر هم‌پایه      |  | ز داد این چکاوک را نگر با باز هم‌دستان      |
| ز جود آن بری گردید هر ویران ز ویرانی      |  | ز بذل این عری‌گشتند خلق از جامهٔ خلقان       |
| ببندد آن دو دست گیو را چون سنگ در هیجا    |  | در آرد این سر نُه چرخ را چون گوی در چوگان   |
| اشارتهای جود آن بشوید فضل را دفتر         |  | قوانین عطای این بسوزد معن را دیوان         |
| نهد بر عرشهٔ عرش آن ز رتبت پایهٔ کرسی       |  | نهد بر سفت کیوان این ز عزت اختر کاوان      |
| ز جود بی‌حساب آن روانی نیست پژمرده         |  | ز عدل بی‌قیاس این نباشد خاطری پژمان         |
| به ترک حکم آن ترک فلک دارد غم تاریک       |  | خلاف امر این دهر ار کند مویی شود مویان     |
| ابر ادلال عدل آن جهان را ایمنی شاهد       |  | ابر اثبات جود این غنای مردمان برهان        |
| بود از ایمن آن سائلان دهر را ایسر         |  | بود از ایسر این ساکنان چرخ را ایمان        |
| ز وقر حزم آن باشد به گیتی خاک را رامش     |  | ز سیر عزم این آمد به دوران چرخ را دوران    |
| بود بر خوان آن از ریزه‌خواران صد به‌از حاتم |  | بود برکاخ این از زله‌جویان صد به از قاآن    |
| ببرد آن قبای ایمنی بر قامت‌گیتی            |  | بدوزد این لباس چرخ را از سوزن امکان        |
| نهد آن از علو پایه پا بر تارک فرقد        |  | کشد این بارهٔ اقبال را بر بارهٔ‌کیوان         |
| اگر آن امر فرماید نبارد ابر بر معدن       |  | وگر این حکم بنماید نتابد قرص خور برکان     |
| گشاد دست آن وانک ببندد در صدف گوهر        |  | نهاد طبع این وینک بروید از زمین مرجان      |
| ببرّد آن به هندی تیغ رومی جوشن قیصر        |  | بدرد این به طوسی اصل چینی مغفر خاقان       |
| همای عدل آن زاغ ستم را بسترد چنگل         |  | نهنگ تیغ این شیر اجم را بشکرد دندان        |
| شد از انعام دست آن خزاین خالی از گوهر     |  | شد از جودی جود این سفاین ایمن از طوفان     |
| مر آن را هست رخشی آب سیر و خاک آرامش      |  | مر این را هست خنگی بادرفتار آتشین‌جولان     |
| ابا تازی‌نژاد آن نباشد وهم هم پویه         |  | ابا ختلی نهاد این نگردد آسمان پویان        |
| عطای دست آن ابری ولیکن ابر پرمایه         |  | سخای طبع این بحری ولیکن بحر بی‌پایان        |
| ز رشک همت آن ابر آذارست در آذر            |  | ز حقد نعمت این بحر خزرانست در خذلان        |
| مر آن‌یک از زمردگونه اژدر بشکرد افعی       |  | مر این یک اژدها را صید سازد ز افعی پیچان   |
| هم از پیکان تیر آن تن پرویز پرویزن        |  | هم از چگال قهر این طغان چرخ پرریزان        |
| به خاک آن کرد بنیانیّ و شد بنیان چرخ از هم |  | به طوس افکند از فتحی مر این بنیاد را بنیان |
| ز تف قهر آن خیزد به گردون شعلهٔ آتش        |  | ز آب لطف این جوشد ز خارا چشمهٔ حیوان        |
| به دربار حسن شه بهر مداحی شدم روزی        |  | دو لعل دلکشش بودی بدین اندر سخن گویان      |
| که من از فارس گردیدم ز اشفاق مهین داور    |  | کمیت بخت را فارس سمند چرخ را تازان         |
| اگر خودکوکبی بودم ز قربش ماه‌گردیدم        |  | وگر بودم مه نو گشتم از وی بدر بی‌نقصان      |
| وگر هم بدر بودم مهر تابانی شدم اینک       |  | وگر هم مهر بودم مهر بی‌کس شدم اینسان        |
| اگر خاور خدا بودم خداوند جهان‌گشتم         |  | وگر بودم خداوند جهان‌گشتم فلک سامان         |
| اگر ببری بدم گشتم ز عونش ببر اژدرکش       |  | اگر ابری بدم‌گشتم ز فیضش ابر در باران       |
| غرض زینسان ستایشها بسی فرمود شاهنشه       |  | که من زان اندکی دارم به یاد ازکثرت نسیان   |
| حبیبا چون ز مدح آن دو دارا دم نشاید زد    |  | ز دارای جهانشان مسألت کن عمر جاویدان       |
| الا تا بر مرام آن بتابد مهر رخشنده        |  | الا تا بر مراد این بگردد گنبد گردان        |
| بگردد تا قیامت عزم آن بر ساحت گیتی        |  | بتابد تا به محشر رای این بر تودهٔ گیهان     |

## یادداشت
1. ↑  اطلاعات موجود دربارۀ تعیین قصبۀ نوا، از توابع لاریجان در استان  مازندران به عنوان محل تولد حسین‌علی میرزا فرمانفرما، برگرفته از منابع و تحقیقات زیر است:(اعتمادالسلطنه ۱۳۶۷،  ۳:‎۱۶۲۲)؛(نفیسی ۱۳۸۳،  ۳۹۳)؛(خزایی ۱۴۰۱،  ۶۴).
2. ↑   علیقلی میرزا اعتضادالسلطنه در اکسیر التواریخ تنها به دفن حسین‌علی میرزا فرمانفرما در جنب آرامگاه آقامحمدخان قاجار که در حرم علی بن ابی‌طالب و شهر نجف قراردارد اشاره کرده است(اعتضادالسلطنه ۱۳۷۰،  ۴۳۹)؛ اما علیرضا خزایی که خود از نوادگان پسری حسین‌علی میرزا فرمانفرما است در مقدمۀ خود در مقاله‌ای با عنوان «دربارۀ مفردات و رباعیّات حسینعلی‌میرزا فرمان‌فرما»، اذعان می‌دارد که پیکر حسین‌علی میرزا فرمانفرما را ابتدا و به صورت امانت در  امامزاده زید شهر تهران و بعداً در جنب آرامگاه آقامحمدخان قاجار در حرم علی بن ابی‌طالب که در  شهر نجف قرار دارد به خاک سپرده‌اند(خزایی ۱۴۰۱،  ۶۴).